# Lasiobolus lasioboloides
Lasiobolus lasioboloides är en svampart som beskrevs av Marchal 1885. Lasiobolus lasioboloides ingår i släktet Lasiobolus och familjen Ascodesmidaceae.   Inga underarter finns listade i Catalogue of Life.